# Józef Szubzda
Józef Szubzda (ur. 1937) – polski działacz samorządowy, nauczyciel i historyk, w latach 1975–1977 prezydent Sieradza.

## Życiorys
Z wykształcenia historyk, pracował zawodowo jako nauczyciel tego przedmiotu. Od 1 czerwca 1975 do 15 czerwca 1977 zajmował stanowisko prezydenta Sieradza (pierwszego po powołaniu województwa sieradzkiego). Zajął się działalnością publicystyczno-naukową związaną z ziemią sieradzką i jej historią, w tym tą XX-wieczną. Autor licznych publikacji prasowych, współautor książki Sieradzcy zakładnicy (2011). Wchodził w skład redakcji kwartalnika „Na Sieradzkich Szlakach”. Działał w Towarzystwie Przyjaciół Sieradza i Klubie Historycznym im. gen. Stefana Roweckiego „Grota”. W 2014 powołany w skład kapituły byłych prezydentów Sieradza, działającej jako organ doradczy.